# جو فولز
جو فولز (بالإنجليزية: Joe Falls)‏ هو كاتب حول الرياضة أمريكي، ولد في 2 مايو 1928، وتوفي في 11 أغسطس 2004 بسبب نوبة قلبية والسكري.

## وصلات خارجية
- جو فولز على موقع ديسكوغز (الإنجليزية)